# 衛生 (科羅拉多州)
衛生（英語：Hygiene）是位於美國科羅拉多州圓石縣的一個非建制地區。

## 地理
衛生的座標為40°11′22″N 105°10′39″W / 40.18944°N 105.17750°W，而該地最高點為海拔高度1553米（即5095英尺）。

## 人口
根據2010年美國人口普查的數據，衛生的面積為5.00平方千米，當中陸地面積為5.00平方千米，而水域面積為5.00平方千米。當地共有人口500人，而人口密度為每平方千米100人。